# کالین فریلز
کالین فریلز (انگلیسی: Colin Friels؛ زادهٔ ۲۵ سپتامبر ۱۹۵۲) بازیگر استرالیایی زاده اسکاتلند است. وی از سال ۱۹۶۶ میلادی تاکنون مشغول فعالیت بوده‌است.
از فیلم‌هایی که وی در آن نقش داشته‌است، می‌توان به فریب، مرد تاریکی، دینگو، سیاه و سفید، مکاشفه یوحنا، کانگورو، فردا، وقتی جنگ آغاز شد، کوسی و مردی خوب در آفریقا اشاره کرد.